# Ana de Hollanda
Anna Maria Buarque de Hollanda (São Paulo, 12 de agosto de 1948) é cantora, compositora, produtora, diretora teatral, roteirista, atriz e dramaturga brasileira. Sempre trabalhou em diversas atividades ligadas ao setor cultural, tanto junto a galerias de arte e antiquários, assim como roteirista e produtora audiovisual em teatros pelo Brasil. Já atuou como tradutora chefe da Secretaria Municipal de Cultura de São Paulo, do município de Osasco. Também foi diretora do Centro de Música da Funarte, que é o setor responsável pela política para música do Ministério da Cultura, foi vice-presidente do Museu da Imagem e do Som do Rio de Janeiro-RJ e foi Ministra da Cultura do Governo Dilma entre janeiro de 2011 e setembro de 2012. Anna é e filha do historiador Sérgio Buarque de Holanda e da dona de casa Maria Amélia Alvim Buarque de Hollanda. É irmã do compositor Chico Buarque, das cantoras Miúcha e Cristina Buarque, da fotógrafa Maria do Carmo Buarque de Hollanda, do economista Sergio Buarque de Hollanda Filho e do advogado Alvaro Buarque de Hollanda, e tia materna da cantora Bebel Gilberto. Anna é mãe do administrador empresarial Sérgio e da assistente social Ruth.

## Biografia

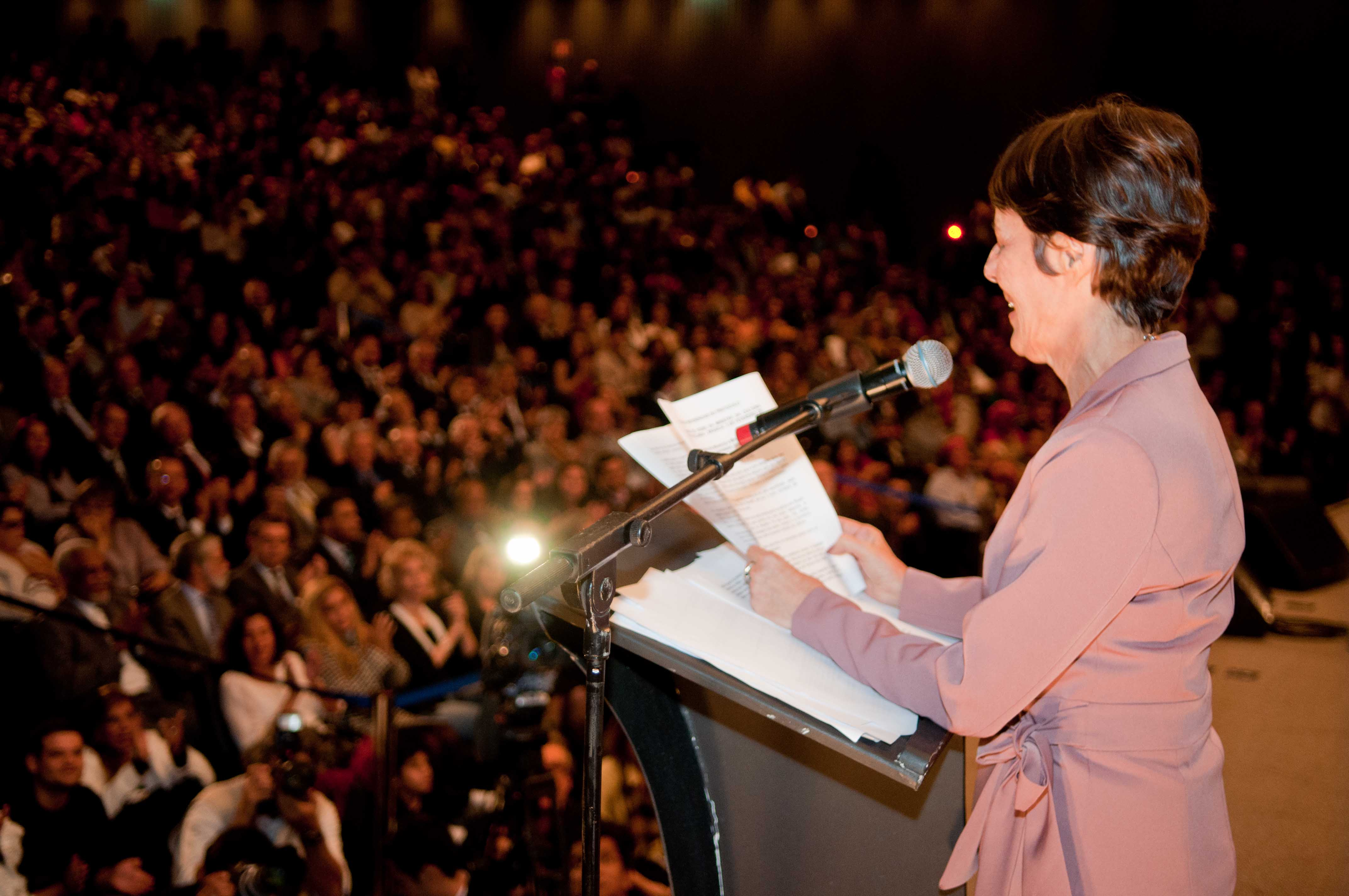
Cerimônia de Posse Ministério da Cultura

Nasceu e cresceu na cidade de São Paulo, tendo morado dois anos na Itália, quando o pai ministrou um curso na Universidade de Roma. Filha de Maria Amélia Alvim Buarque de Hollanda e do historiador Sérgio Buarque de Holanda, cresceu na casa da Rua Buri, frequentada pelos nomes mais expressivos da vida cultural e política do Brasil.
Estudou no Colégio Des Oiseaux, estudou artes cênicas na Escola de Teatro Vento Forte e continuou se aprimorando permanentemente com aulas de técnica vocal, oficinas de teatro no Brasil e no exterior. Aos 16 anos, estreou nos palcos no Teatro do Colégio Rio Branco, no show Primeira Audição, reapresentado na TV Record, como integrante do conjunto Chico Buarque e as Quatro Mais, com seu irmão Chico, as irmãs Cristina e Maria do Carmo (Piií) e a amiga Helena Hungria, todas estudantes do mesmo colégio. Em 1968 participou do III Festival Internacional da Canção, interpretando o frevo "Dança das Rosas" de Chico Maranhão.
A partir desse período passou a fazer participações especiais ou integrar coros em gravações de artista como os irmãos Chico, Miucha, Cristina, mas também Milton Nascimento, Tom Jobim, Vinícius de Moraes, Toquinho, Chico Maranhão, Fafá de Belém, Paulo Vanzolini, Lula Barbosa, Jards Macalé, Simone Guimarãese inúmeros outros. Em 1978 integrou o coro que participava do show Tom, Vinícius, Toquinho e Miucha no Canecão e Anhembi – RJ e SP. Em 1980 gravou o primeiro disco solo: "Ana de Hollanda", pelo selo Eldorado. Durante o período da ditadura militar, Ana participou ativamente de reuniões com estudantes e, posteriormente com artistas e intelectuais, período em que ajudou a organizar o movimento "Diretas Já” e, mais tarde, integrou o Forum Permanente de Cultura onde se discutia políticas culturais para uma futura redemocratização. Foi nesta época que entrou para o Partido Comunista Brasileiro mas, depois que o “Partidão” mudou seu nome e linha política, Ana se desfilou e atualmente não é filiada a partido algum.
De 1983 a 1985, Ana de Hollanda chefiou o setor musical do Centro Cultural São Paulo. Entre 1986 e 1988 foi secretária de Cultura do município de Osasco, na gestão de Humberto Parro (PMDB), onde organizou atividades culturais marcantes na cidade, entre os quais, eventos de grande porte como 100 anos de Primeiro de Maio: Semana do Trabalhador, em 1986, quando reuniu um milhão de pessoas no Largo de Osasco e o Ano Internacional da Paz, em 1987. Em 1995 lança seu segundo álbum solo, "Tão Simples", pelo selo MoviePlay. Como atriz, em 1994 foi indicada para o Prêmio APETESP – 1993, como Atriz Revelação, pela atuação na peça João e o Pé de Feijão – SP. Desde que iniciou sua carreira de cantora, se apresentou em quase todos os estados do Brasil, assim como também no Uruguai, na França, em Angola e em Cuba, sempre com repertório da MPB. Em 2001 grava e lança o CD Um Filme pelo selo Jam Music. 2002- 2018 – Compõe só ou em parcerias com renomados músicos como Alexandre de La Peña, Claudio Guimarães, Cristovão Bastos, Helvius Vilela, Jards Macalé, Kleber Costa, Leandro Braga, Lucina, Lula Barbosa, Nilson Chaves, Nivaldo Ornelas, Novelli e Simone Guimarães
De 2003 a 2007, dirigiu o Centro de Música da Funarte - MinC, durante a gestão do ator Antonio Grassi na presidência da Funarte e Gilberto Gil como Ministro da Cultura. Lá, coordenou a Câmara Setorial de Música, reunindo representantes dos fóruns estaduais de música, entidades representativas da cadeia produtiva da música na sociedade civil e setores do Poder Executivo. Todos os novos projetos musicais da Fundação, bem como a reativação do Projeto Pixinguinha nos 26 estados, além do DF, foram de responsabilidade de Ana. Em 2009 grava e lança o CD “Só na Canção” pelo selo CPC-UMES, só com composições de sua autoria e parcerias com diversos compositores. De 2007 a 2010 foi Vice-Presidente do Museu da Imagem e do Som do Rio de Janeiro – Secretaria de Cultura do Estado do Rio de Janeiro. De janeiro de 2011 e setembro de 2012 foi Ministra da Cultura do Brasil.

### Ministra da Cultura

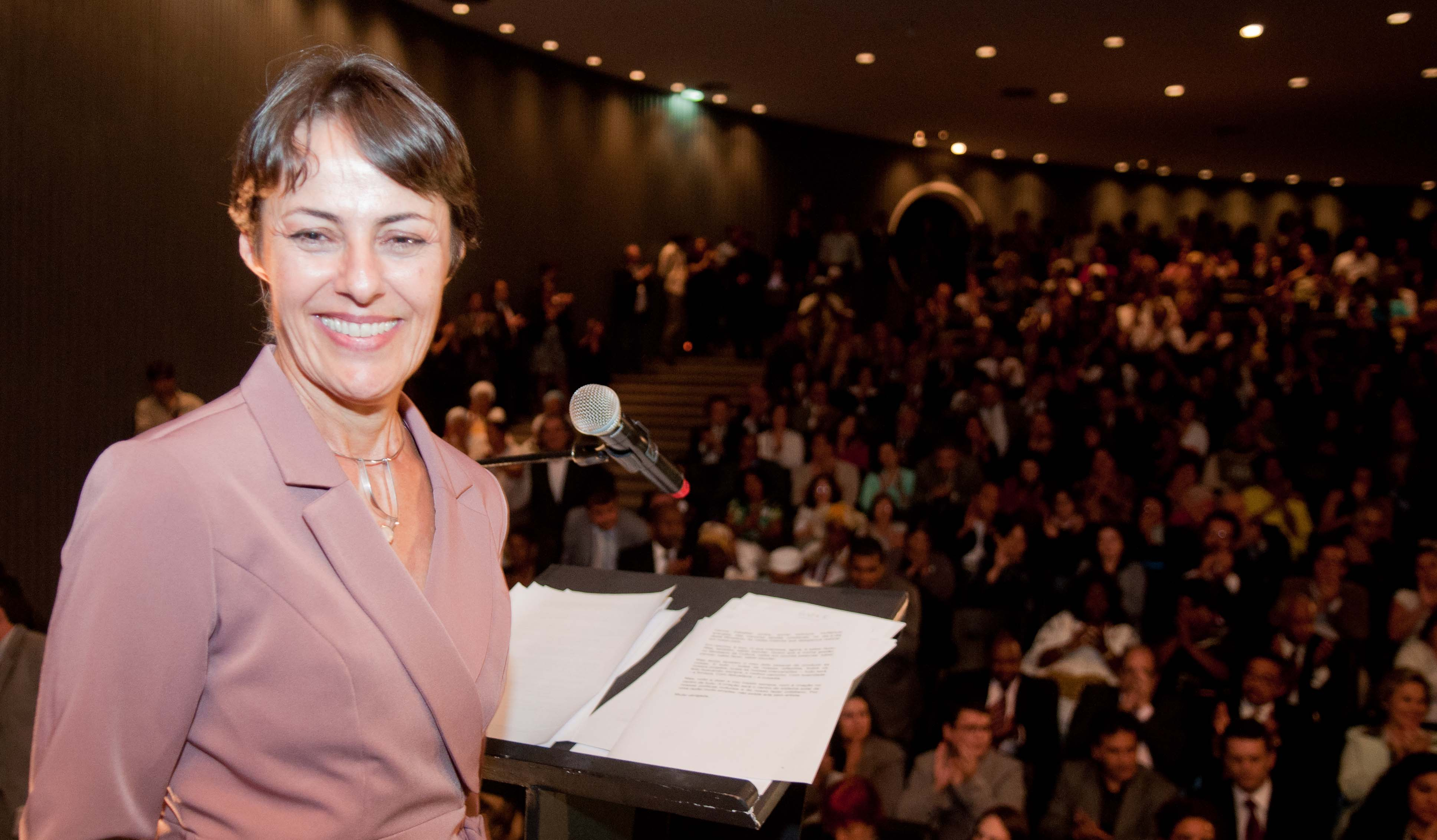
Cerimônia de Posse Ministério da Cultura

Sua gestão como Ministra foi marcada inicialmente pela reformulação do MinC, o desenvolvimento do projeto de modernização de sua estrutura bastante arcaica para os dias atuais. No primeiro momento, sem poder aumentar a estrutura, foram feitas junções de secretarias com funções paralelas e a criação de uma secretaria estratégica para a dinamização e sustentabilidade da cultura que é a Secretaria de Economia Criativa. Essa secretária chegou a elaborar o Plano Brasil Criativo, aprovado pela Presidente Dilma Rousseff, mas com a saída de Ana do Ministério no fim de 2012, o programa foi praticamente abandonado pelos sucessores. A valorização e defesa do criador e a necessidade de se rever a lei dos direitos autorais, em função do advento da internet foi motivo para grandes polêmicas na época. Outro feito de grande repercussão foi a Europália, o maior evento cultural internacional tendo o Brasil como homenageado, que se deu em cinco países europeus durante três meses, com 2 600 obras de arte do século XVIII até XXI, com mais de 500 eventos de música, dança, teatro, literatura, audiovisual e circo, para um público de mais de um milhão de pessoas.
Na sua gestão foram definidas 53 metas para o Plano Nacional de Cultura, já aprovado como lei. Também foi aprovado na Câmara e no Senado o Sistema Nacional de Cultura que institucionalizou a relação entre os três entes federativos para a definição de políticas culturais e repasses de verbas, sendo que mesmo antes da aprovação, 1.237 municípios e 23 estados, o que representa 22,2% dos municípios e 85,2% das unidades federativas aderiram ao compromisso. No período também foi aprovada a lei 12.485 que estabeleceu a obrigatoriedade de exibição de conteúdo nacional nas TVs por assinatura, o que possibilitou um grande salto na produção de obras audiovisuais. Em sua gestão, a Presidente Dilma determinou que o Ministério da Cultura assumisse a responsabilidade por dois Programas de Aceleração do Crescimento-PAC: o das Praças dos Esportes e da Cultura e, no final, o PAC das Cidades Históricas. No âmbito internacional, foi criado o Fundo MERCOSUL Cultural  e implementado o Projeto Itinerários Culturais do MERCOSUL e criada a categoria “Patrimônio Cultural do MERCOSUL”, para reconhecer bens culturais regionais.
Em julho de 2012, a partir de um estudo altamente fundamentado do MinC/IPHAN, o Rio de Janeiro tornou-se Patrimônio Mundial na categoria de Paisagem Cultural Urbana conferido pela UNESCO. Entre tantas outras iniciativas internacionais, uma a ser ressaltada é o Ano do Brasil em Portugal e vice-versa. Portugal abriu seu ano em 7 de setembro de 2012, em Brasília. A Diretoria de Educação e Comunicação, criada por Ana, desenvolveu junto com o Ministério da Educação, programas que integrassem essas duas áreas, abrangendo educação básica, ensino técnico profissionalizante e ensino superior. O acordo de cooperação técnica foi assinado pelos então ministros Fernando Haddad (Educação) e Ana de Hollanda (Cultura) em 8 de dezembro de 2011. Secretaria da Cidadania e da Diversidade Cultural, criada por Ana em 2011, através do Programa Cultura Viva passou a integrar 3.703 Pontos de Cultura nos 26 estados e Distrito Federal, atingindo cerca de mil municípios.
O Ministério, através da Fundação Biblioteca Nacional fortaleceu o Plano Nacional do Livro e Leitura (PNLL) com o anúncio, em 2012, de investimentos em programas como construção e modernização de bibliotecas, investimento em editais para bolsas de tradução, residência de tradutores estrangeiros e apoio para as viagens e divulgação dos autores nacionais fora do país e aporte financeiro para atender ao calendário de homenagens em que o Brasil comparecia como convidado de honra, como, por exemplo, após Bogotá em 2012, Frankfurt em 2013, Bolonha em 2014 e assim por diante. Através do Programa de Atualização e Aquisição de Acervo para Bibliotecas de Acesso Público, por exemplo, beneficiou cerca de 2 mil bibliotecas em 1 700 cidades, em todos os estados brasileiro e, ao todo, foram entregues quase 2 milhões de títulos para as bibliotecas participantes. O Circuito Nacional de Feiras de Livro e Festivais Literários, criado em 2011, dobrou de tamanho e soma, em seu segundo ano, 200 eventos, levando caravanas de escritores pelo país afora. O Ministério da Cultura, através da Fundação Palmares, forneceu, em 2011 certificação de 198 comunidades quilombolas no Cadastro Geral das Comunidades Remanescentes de Quilombos e, em 2012, procedeu a inclusão de cerca de 250 comunidades no referido Cadastro.
Em 13 de setembro de 2012, por motivações políticas, Ana de Hollanda foi substituída no MinC pela então senadora Marta Suplicy.

## Formação como cantora e atriz
Entre 1979 e 1996, estudou técnica vocal e interpretação com a professora e fonoaudióloga Rosemarie Shock. De 1980 a 1981, fez o Curso de Formação de Atores do Teatro Vento Forte, coordenado por Ilo Krugli. Em 1990, cursou Interpretação Teatral e Técnica Vocal, com o professor francês Robert Cohen, na Escola Internacional de Teatro da América Latina e Caribe, em Cuba. Em 1993, estudou técnica vocal com a fonoaudióloga Sônia Corazza e participou de uma oficina de Técnica Vocal ministrada pela fonoaudióloga Glória Beutenmüller, promovida pela Secretaria Municipal da Cultura de São Paulo.